# Обербальм
Обербальм (нім. Oberbalm) — громада  в Швейцарії в кантоні Берн, адміністративний округ Берн-Міттельланд.

## Географія
Громада розташована на відстані близько 9 км на південь від Берна.
Обербальм має площу 12,4 км², з яких на 4,6% дозволяється будівництво (житлове та будівництво доріг), 74,2% використовуються в сільськогосподарських цілях, 21% зайнято лісами, 0,2% не є продуктивними (річки, льодовики або гори).

## Демографія
2019 року в громаді мешкало 849 осіб (-1,8% порівняно з 2010 роком), іноземців було 4,1%. Густота населення становила 69 осіб/км².
За віковим діапазоном населення розподілялося таким чином: 19,8% — особи молодші 20 років, 59,1% — особи у віці 20—64 років, 21,1% — особи у віці 65 років та старші. Було 377 помешкань (у середньому 2,2 особи в помешканні).
Із загальної кількості 292 працюючих 174 було зайнятих в первинному секторі, 62 — в обробній промисловості, 56 — в галузі послуг.